# Asteroceras
Asteroceras ("hvězdicovitý roh") je rodem pravěkého hlavonožce z podtřídy amonitů. Žil v období přelomu triasu a jury, zhruba před 200 miliony let. Jejich fosílie byly objeveny například v Lyme Regis na jihu Anglie. Některé exempláře byly objeveny se zachovanými měkkými tkáněmi.